# Josep Artigas Morraja
Josep Artigas Morraja (Tarrasa, Barcelona, 31 de octubre de 1923-ibídem, 8 de enero de 2011) fue un futbolista español que jugaba en la demarcación de centrocampista.

## Selección nacional
Jugó un total de un partido con la selección de fútbol de España. Lo hizo el 12 de junio de 1949 en calidad de amistoso contra Irlanda en un encuentro que finalizó con un resultado de 1-4 a favor del combinado español tras los goles de Con Martin de penalti por parte de Irlanda, y de Zarra por dos veces, Estanislao Basora y Silvestre Igoa por parte de España.

## Clubes
| Club                      | País   | Año       | Parts. | Goles |
| ------------------------- | ------ | --------- | ------ | ----- |
| Terrassa F.C.             | España | 1941-1943 |        |       |
| C. Gimnástic de Tarragona | España | 1943-1944 |        |       |
| Girona F.C.               | España | 1944      |        |       |
| Xerez F.C.                | España | 1944-1945 | 20     | 5     |
| R. C. D. Espanyol         | España | 1945-1955 | 135    | 29    |
| Cádiz C.F.                | España | 1955-1956 | 12     | 2     |